# هوستن سميث
هوستن كامينغز سميث، (بالإنجليزية: Huston Cummings Smith)، ‏ (31 مايو 1919 - 30 ديسمبر 2016). كان عالمًا بالدراسات الدينية في الولايات المتحدة. ومؤلف كتاب أديان العالم الذي حقق نجاحًا، ولاقى شهرةً، وباع منه أكثر من مليوني نسخة، ويعد الكتاب الأكثر شيوعًا للمقارنة بين الأديان. توفي في 30 ديسمبر 2016.

## السيرة
ولد سميث في الصين من مبشرين للميثودية، وأمضى حياته الأولى فيها، حتى بلغ 17 عامًا من عمره. ثم انتقل إلى الولايات المتحدة من أجل التعليم. وتلقى تعليمه في الجامعة الميثودية المركزية وجامعة شيكاغو.
حينما كان شابًا، سميث تحول فجأة من الميثودية المسيحية التقليدية إلى الغموضية، متأثرًا من كتابات جيرالد هيرد وألدوس هكسلي. وخلال حياته المهنية، سميث لم يُدرّس فحسب، بل ومارس أيضًا الفيدانتا، والزن، والتصوف لأكثر من عشر سنوات لكل واحدة.

## روابط خارجية
- هوستن سميث على موقع IMDb (الإنجليزية)
- هوستن سميث على موقع ميوزك برينز (الإنجليزية)
- هوستن سميث على موقع قاعدة بيانات الفيلم (الإنجليزية)